# الخميسية
الخميسية قرية عراقية في ناحية الفضلية في قضاء سوق الشيوخ في الجانب الغربي من هور الحمار في محافظة ذي قار في جنوب العراق، يسكن فيها 144 عائلة، وملحقة بالخميسية قرية السحالات والطويرات، كان معظم سكان الخميسية من النجديين، ومقراً لقبائل داغر من الزبير، وكان في الخميسية سكان من المنتفك وعرب الأهوار، وفي ساحتها وداخل سورها في الجهة الجنوبية من بوابتها بيوت شعر كان يسكنها الصلبة. قرية الخميسية في مقاطعة رقمها 25 من ناحية الفضلية. وكانت الخميسية العاصمة الثالثة للمنتفق لفترة من الزمن، اتخذها الشيخ سعدون المنصور عاصمة لإمارة المنتفق سنة 1892 في لواء المنتفق.

## إنشاء الخميسية
قال سليمان فائق متصرفُ لواء البصرة في كتابه(عشائر المنتفق) "وقد كانت الدعوة الوهابية تزعجُ الحكومةَ العثمانيةَ أيّما إزعاج حتى قامت لها قيامة الأستانة وتشبثت بعدة تشبّثات: منها الاهتمام بقصبة "الزبير" وتحصينها، ومنها إنشاء "الخميسية" في بادية سوق الشيوخ وجعلها مخفراً قوياً.

### الاستصلاح والتأسيس
أسّسس الخميسيةَ الشيخُ عبد الله بن خميس سنة 1891 بمساعدة آل سعدون أمراء المنتفق، فكانت قرية تابعة لسوق الشيوخ، ومعسكراً تابعاً لإمارة السعدون (لواء المنتقك) أسسها أحد مأموريهم، عبد الله بن خميس، قال عبد العال العيساوي في كتابه (لواء المنتفق) "ومن الجدير بالذكر كانت الخميسية قرية تابعة إلى سوق الشيوخ ومعسكراً لآل السعدون أيام إمارتهم، أسسها أحد مأموريهم، عبد الله بن خميس". وقال المؤرخ العراقي عبد الله بن إبراهيم الغملاس في أحداث سنة 1306 الهجرية "وفيها عُمّرت الخميسية دكاكين وبنى فيها فالح السعدون مسجداً" وقال في أحداث سنة 1307 الهجرية "وفيها تمّ عمار الخميسية وكان ابتداؤها في سنة 1306"، وقال الصحفي العراقي سليمان الدخيل في مقاله (الخميسية أو لؤلؤة البرية) المنشور يوم 15 نيسان سنة 1912 "الخميسية بلدة واقعة في لواء المنتفق بين سوق الشيوخ والهور الكبير" وقال "الخميسية حديثة العهد، قد ولدتها حادثات الليالي الأخيرة. ومع حداثة وجودها أصبحت اليوم من اجل المدن الساعية وراء التقدم والرقي والعمران، بالنسبة إلى ما يجاورها من الربوع والديار، ولولا عوائق الفضاء وعوادي الدهر، التي لا تزال قائمةً في وجه سبيل رقي البلاد العثمانية كلها، ولا سيما البلاد العربية منها، لأوغلت في الحضارة والعمران أي إيغال"، قال محمد بن خليفة النبهاني في كتابه التحفة النبهانية "ويتبع سوق الشيوخ ناحية الحمّار وبنو سعيد وعكيكة ومن القرى قرية الخميسية وأم بطّوش"، والغرض من تأسيسها التجارة مع الزبير ونجد، نزح عبد الله بن خميس إلى سوق الشيوخ بالعراق في أواسط القرن الثالث عشر الهجري، بسبب خصومات بينه وبين أبناء عمه في نجد، وكان لابن خميس رأي سديد في إدارة الأعمال، فكان قبل نزوحه يدير أعمال والده في نجد، وحين أقام في سوق الشيوخ أسس له تجارة متشاركاً مع العشائر لزراعة الشلب، فوجدَ أن أرض سوق الشيوخ لا تصلح لتلك الزراعة، فاقترح عليه أن يستصلح أرضاً وسط الهور قريبة من طفّ البادية، فبدأ ابن خميس في استصلاح تلك الأرض وسُميت على اسمه. المسافة بين سوق الشيوخ والخميسية 3 ساعات بالمشحوف،(3) ونصف يوم مشياً.

### غرق سوق الشيوخ
قال الصحفي العراقي سليمان الدخيل "سميت بالخميسية نسبة إلى عبد الله بن خميس (وزان كبير)،(1) وهو رجل من أبناء القصيم،(2) قرية من القرى التابعة لبريدة إحدى عاصمتي القصيم،..والذي دعاه إلى بنائها هو أنه كان مع جماعة فاضلة من النجديين ممن كانون يوالون فالح باشا السعدون أيام كان السعد يخدمهم والتوفيق يرافقهم أيام كانت كلمتهم نافذة، وصولتهم عظيمة في بلاد المنتفق وما يجاورها، ثم قلب الزمان ظهر المجن لآل السعدون، وذلك أن هذه العشيرة استاءت من حكومة ذلك العهد لكثرة ما ضيقت عليها الخناق فرفعت عليها راية العصيان وللحال أرسلت الحكومة جندًا في أواخر أيام تقي الدين باشا في منتصف سنة (١٢٩٧ مالية ١٨٨١ م) لمناوأة بني السعدون والتنكيل بهم، فاضطر المنتفق إلى الإمعان في برّ الشامية وظلوا هناك حينًا من الدهر، وكانوا يمتارون من سوق الشيوخ، وبعد أن مضى على هذه الحال بضعة أعوام، حدث أن طغى ماء الفرات فأحاط بسوق الشيوخ ولا إحاطة الهالة بالقمر فتعطلت التجارة وتعذر الامتيار (المسابلة) وأصاب أهل الأموال أضرار فاحشة، ولاسيما لما كثرت الأمراض الوافدة بأسباب العفونات التي تولدت من زيادة المياه فهاجر أكثر ساكني سوق الشيوخ إلى جهات الزبير والبصرة والكويت وكادت سوق الشيوخ تتضعضع دعائمها وتنتكث مرائرها وفي واقع الحال أنها أخذت منذ ذاك الحين بالتقهقر إلى أن وصلت إلى درجة قامت مقامها الخميسية المذكورة وذلك بصادراتها ووارداتها وحسن تجارتها، وما زادها شأنًا وقدرًا أن الحكومة نظرت إليها نظر وامق لحسن موقعها والعشائر قطعت التردد من سائر المدن المجاورة وأخذت تختلف إليها وهي ترد إليها من جهات نجد والزبير والبصرة والكويت وسائر ديار العراق، وعليه فإن عبد الله بن خميس لم يختط تلك المدينة إلَّا سنة غرق سوق الشيوخ وجعلها على الهور قريبة من البر على مسافة زهيدة منه بحيث جعلها مقامًا صالحًا لجميع أبناء البادية والمتحضرين، بين البصرة والكويت، بين بادية العراق وعشائر نجد والمنتفق، وبعد أن اختطها بني فيها قصره فجاراه من كان معه من النجديين فبنوا لهم ديورات وأخذوا يجلبون إليها الأموال والبياعات والتجارات وأنواع المؤونة والميرة من طعام كالأرز والحنطة والشعير والتتن (التبغ) ولباس كأنواع الأنسجة والأقمشة. توفي عبد الله بن خميس في الخميسية سنة 1325 الهجرية.

### في عهد العراق العثماني
كانت الخميسية قرية كبيرة وناحية ومحطة عسكرية عثمانية، تابعة لقضاء سوق الشيوخ التابع للواء المنتفق ضمن ولاية بغداد حتى سنة 1884م، ثم ضمن ولاية البصرة، وفي سنة 1327 الهجرية، نُشرت التقسيمات الإدارية لولاية البصرة، ومنها قرية الخميسية التابعة للواء المنتفق. قال عبد العال وحيد الحسناوي في كتابه (لواء المنتفق) "كانت القوة العسكرية العثمانية في سوق الشيوخ تتكون من 100 جندي وكتيبة مشاة في ناحية الخميسية أسفل الفرات تقريبا". وفي النصف الثاني من القرن التاسع عشر أقامت الحكومة العثمانية بالعراق حاميات عسكرية وجندرمة في مناطق في لواء المنتفق، منها في غرب قرية الخميسية والشطرة والحي، فاستفاد من ذلك شيوخ المنتفق آل سعدون في تقوية سلطتهم مقابل العشائر المنافسة لهم، قال ستيفن همسلي لونكريك في كتابه (أربعة قرون من تاريخ العراق الحديث) "ظهرت للوجود بعد عودة القوات العسكرية من الحرب الروسية سنة 1878 مراكزُ عسكرية في الخميسية من بلاد المنتفك"، وكانت الخميسية العاصمة الثالثة للمنتفق لفترة من الزمن، اتخذها الشيخ سعدون المنصور عاصمة لإمارة المنتفق سنة 1892 في لواء المنتفق.، في تل قصر ثامر بك السعدون شيخ عشائر المنتفق في زمن الإمارة السعدونية، قالت مجلة سومر "كان التل والأراضي المحيطة وصولاً إلى قرية الخميسية (5 كم إلى الشمال الغربي) بمثابة مقر المشيخة السعدونية ومن خلالها كانوا يديرون إمارتهم الممتدة من البصرة جنوباً إلى الكوت في الشمال، بالإضافة إلى كونها مكاناً لتبادل السلع والبضائع ونقلها من البصرة إلى سوق الشيوخ والناصرية والسماوة". وفي ربيع الثاني سنة 1319 هـ جعلت الحكومة العثمانية مراكز عسكرية في سفوان والغبيشية والخميسية،، وذكر تقرير لقنصلية الإنكليز بالبصرة مؤرخ يوم 27 آب سنة 1906 أن الأتراك ذُكر أنهم حقاً لا قوةَ لهم هناك وأن عرب المنتفق كانوا متزوّيدين تزويداً جيداً بمؤونة وأسلحة، وقيل إن بنادق كثيرة كانت تباع يومياً في الخميسية وكان السعدون يجبون ضريبة قدرها ريالٌ واحد لكل بندقية. وفي تشرين الثاني سنة 1912م زحف عجمي السعدون إلى الزبير في ولاية البصرة وأثار الرعب وسأله مبعوث ولاية البصرة وبغداد عن سبب قدومه فقال "إنه لم يشق عصا الطاعة وإنه قدم إلى البصرة لتوطين عشائر بني مالك وعشائر أخرى في مراعيها ولأنه سمع من الناصرية والخميسية أن الأوامر قد صدرت من الولاية تعلن أنه أصبح سلّاباً".

#### في زمان الاحتلال الإنكليزي

تقرير لسلطة الاحتلال الإنكليزي سنة 1918 وفيها تقسيم لواء المنتفق إلى أقضية، تتبع كل قضاء عدة نواحي، منها الخميسية التابعة لسوق الشيوخ

قال عبد العال وحيد العيساوي "وبموجب التغيرات الجديدة أصبح لواء المنتفق يتكون من خمسة أقضية هي : الناصرية وسوق الشيوخ والسماوة والشطرة والحي، وعشرة نواحي هي البطحة والأزيرج، والخميسية وبني سعيد وهور الحمار والبدعة، والخضر، والدواية وقلعة سكر، ومحيريجة". وفي سنة 1919 ذُكر في تقرير إنكليزي أن قضاء سوق الشيوخ "مماثل في إدارته الحالية لما كان عليه في أزمنة الترك". وكان الإنكليز يعيّنون معاون حاكم سياسي إنكليزي ليحكم كل قضاء في لواء المنتفق، ومن ذلك قضاء سوق الشيوخ الذي تتبعه ناحية الخميسية ومديرها الشيخ حمد الخميس، قال هارولد ديكسون بعدَ أن عيّنتُ مديرين على كرمة بني سعيد والخميسية وعكيكة وشمال الحمار وأصبحتْ إدارتي جاهزة لجباية الضرائب، فبدأتُ بفرض ضريبة على أشجار النخيل، "روبية على كل شجرة"، وفي سنة 1917 كان الضابط رايت م.ح.ح.س. مسؤولاً للخميسية ثم الضابط بومفيلد م.ح.س.، وفي عهد الاحتلال الإنكليزي أنشوؤا قوات الشبانة في ولايتي بغداد والبصرة خلَفاً للجندرمة العثمانية وفي 22 كانون الأول سنة 1918 أتى الضابط السياسي للخميسية فزارَ مديرَها الشيخ حمداً الخميس وشرح له نظام الشبانة وصارت منذئذٍ تلك المنطقة تحرسها جمال الهجانة المتجولة، وأنشأ الحاكم الإنكليزي في لواء المنتفق جنوداً وشرطةً من الأهالي يقال لهم (الليفي)، والليفي قسمان، الأول خيّالة المنتفق، عددهم 400 رجل و6 ضباط، والقسم الآخر كشافة السوق، عددهم 200 رجل وضابطان، وقال محمد أحمد محمود في كتابه (أحوال العشائر العراقية العربية) "وقد وُزعت في مناطق متعددة، ففي سوق الشيوخ مثلاً، وُزّعَ أفراد الشبانة البالغ عددهم مائتين على طول الطريق بين سوق الشيوخ وهور الحمّار، وبين سوق الشيوخ ومنتصف طريق الناصرية، وعلى جانبي نهر الفرات، وفي الصحراء المتاخمة للخميسية حيث توجد سكة حديد البصرة - الناصرية التي أنشأها البريطانيون"، وفي سنة 1915 و1917م ذكرَ في تقريرين للحاكم السياسي الإنكليزي أن في الخميسية جامعاً وسوقاً ونحو 200 بيت أكثرها من القصب، وفي شهر نيسان سنة 1919م ألقت كشافة السوق القبض على قافلة لعجمي السعدون في الخميسية، فيها 150 جملاً و29 رجلاً.

#### الجمهورية العراقية 1969
أُسست ناحية الفضلية يوم 4 آذار سنة 1969 وصارت مقاطعة قرية الخميسية رقم 25 تابعة لناحية الفضيلية، وأصبح اسم لواء الناصرية محافظة ذي قار.
| العراق في العهد العثماني  | التقسيم الإداري | اللواء        | الناحية         | القرية         | السنوات        |
|                           | ولاية بغداد     | لواء المنتفق  |                 | الخميسية       | حتى 1884م      |
|                           | ولاية البصرة    | لواء المنتفق  | سوق الشيوخ      | الخميسية       | 1884م حتى 1915 |
| الاحتلال البريطاني للعراق |                 | لواء المنتفق  | سوق الشيوخ      | ناحية الخميسية | 1915 حتى 1920م |
| حكومة عبد الرحمن النقيب   |                 | لواء المنتفق  | قضاء سوق الشيوخ | ناحية الخميسية | 1920م حتى 1921 |
| المملكة العراقية          |                 | لواء المنتفق  | قضاء سوق الشيوخ | الخميسية       | 1921 حتى 1958  |
| الجمهورية العراقية        |                 | لواء الناصرية | قضاء سوق الشيوخ | الخميسية       | 1958 حتى 1969  |
| الجمهورية العراقية        |                 | محافظة ذي قار | ناحية الفضلية   | الخميسية       | 1969 حتى الآن  |

## وقعة الخميسية

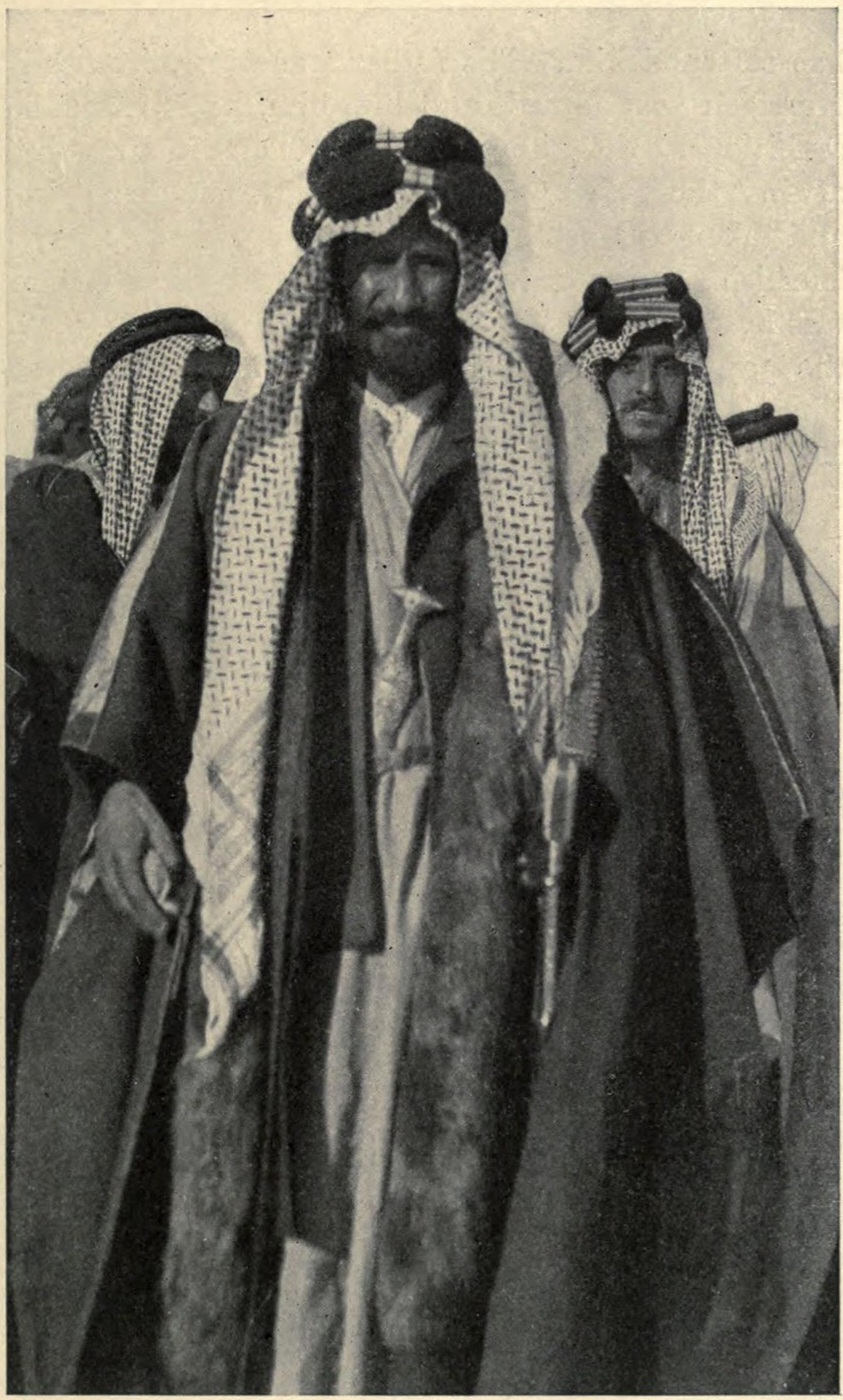
سعدون باشا أحد شيوخ المنتفق، اتخذ الخميسية مقرّاً له

قال عبد الهادي الطهمازي "وكان الشيخ سعدون بن منصور السعدون أحد شيوخ عشائر المنتفق قد تمرد على سياسة الدولة العثمانية، التي كانت تطمح الى تخلي العرب عن الحياة البدوية والانتقال الى السكن الدائم والحياة المدينة، بينما كان منافسه الشيخ فالح بن ناصر السعدون مصرا كأبيه على تنفيذ السياسة العثمانية، وانقسم ولاء أبناء عشائر المنتفق على إثر ذلك، فاضطر الشيخ سعدون الى الانحياز بمن تبعه من أبناء العشائر الى الخميسية، وبطبيعة الحال تحول الشيخ سعدون وأتباعه الى عدو لكل من حالف العثمانيين، وصديقا لكل من خالف العثمانيين. فعقد بسبب ذلك تحالفاً مع شيخ الكويت مبارك الصباح، العدو التقليدي في المنطقة للعثمانيين، وكان الشيخ مبارك في نزاع مسلح مع آل رشيد الشمريين أمراء حائل، الذين كانوا في طاعة الدولة العثمانية، فانتقلت عدوى الصراع الى سعدون وآل رشيد."، وفي سنة 1899 هاجمَ ابن رشيد الحدود العراقية وحاول دخول العراق من خلال الكويت، فتصدت له عشائر المنتفق فغلبهم وطاردهم إلى مدينة السماوة فاستقرّ ابن رشيد هناك قليلاً ثم عاد إلى حائل، وما لبث ابن رشيد في السنة نفسها أن أعدّ عدته فزحفَ إلى سعدون باشا فهاجمه في تل اللحم في الخميسية، وُهزمَ سعدون باشا وتمكن ابن رشيد من احتلال الخميسية.
في سنة 1899 هاجمَ ابن رشيد الحدود العراقية وحاول دخول العراق من خلال الكويت، فتصدت له عشائر المنتفق فغلبهم وطاردهم إلى مدينة السماوة فاستقرّ ابن رشيد هناك قليلاً ثم عاد إلى حائل، وما لبث ابن رشيد في السنة نفسها أن أعدّ عدته فزحفَ إلى سعدون باشا فهاجمه في تل اللحم في الخميسية، وُهزمَ سعدون باشا وتمكن ابن رشيد من احتلال الخميسية.

## وقعة تليل جبارة
بعد احتلال الخميسية جمعَ سعدون باشا فلوله متوجهاً نحو الخميسية فنزل في تليل جبارة فحدثت بينه وبين ابن رشيد معركة في ثلاثة أيام، وكانت سجالاً بينهما، حتى حملَ أهلُ المنتفق حملةَ رجل واحد فحرروا الخميسية وهزموا ابن رشيد، قال محمد خليفة النبهاني "وبعـد استقرار سـعدون باشا اتفـق مـع رؤساء عشائره علـى تعقيـب عشائر شمّر، حيثما يجدوهم يضربوهم، من حدود النجف إلى أطراف الكويت حتى منعوهم من مسابلة أطراف العراق.

## عجمي والضفير
قال أنستاس الكرملي "خرجت قافلة من الضفير من الخميسية بعد أن أمنها عجمي السعدون وقبل أن تصل إلى غرض سفرها هجم عليها يوسف المنصور السعدون فاستلق منها ٢٥ بعيراً. فاغضب عمل يوسف هذا عجمي ابن عمه وأثار في صدره حزازاتٍ وقد غادر الخميسيةَ طائفةٌ من الأهالي فاستوطنوا قضاء سوق الشيوخ لما لحقهم من بوار التجارة بسبب استحكام عرى العداوة بين عجمي والضفير.

## الاحتلال الإنكليزي
كان لعجمي السعدون معتمد له في الخميسية، وكان له جنود من الخميسية يدفع لهم راتباً شهرياً، وفي مبدأ الغزو الإنكليزي للعراق كانت الخميسية تحت سيطرة الشيخ عجمي المنصور السعدون، أوكلت إليه القيادةُ العثمانية مهمةَ التمركز في الخميسية للسيطرة على الطرق الصحراوية الممتدة من الشعيبة والزبير نحو الناصرية، فأراد الإنكليز السيطرة عليها بإرسال رجلين من أقارب عجمي إلى الخميسية حين كان عجمي غائباً، فلمّا عاد طردهما منها، أصبحت الخميسية مركزاً لانطلاق غارات عجمي على الإنكليز الغزاة، قال عبد العال وحيد عبود العيساوي في كتابه (لواء المنتفق) "كلف البريطانيون ثامر بك السعدون السيطرة على ناحية الخميسية التي كانت تحت سيطرة الشيخ عجمي السعدون، حيث جمع أتباعه يرافقه السيد إبراهيم البعاج، وبعد مناوشات حامية تمكن عجمي السعدون من طردهم، مما جعل القوات البريطانية تتقدم لاحتلالها فيما"، وفي شهر أيار سنة 1915 تمكنت قوات الإنكليز من احتلال الخميسية، واتخذوا مركزاً عسكرياً في مقاطعة أم الودع بين سوق الشيوخ والخميسية، وعيّنوا كاتباً للخميسية، راتبه 50 رُبية، وعيّنوا الشيخ حمداً الخميس مديراً للناحية في 1 نيسان سنة 1916، وخصصوا له راتباً مقداره 500 ربّية،(4) وكان أكثر مديري النواحي رواتبهم 200 ربية، فكان الفرق الزائد للخميسية بسبب موقعها الجغرافي القريب من الصحراء، وبسبب سكن عدد من عشائر السعدون في ضواحيها، ولأنها كانت ملتقىً للعشائر البدوية، وأشارت وثائق إلى أن حمَداً المغامس السعدون صار أيضاً مديراً لناحية الخميسية. وفي كانون الأول سنة 1916م مُنح ثامر بن سعدون السعدون علاوةً مالية لتجهيز 30 خيّالاً تعهّدَ بإبقائهم في خدمة الحكومة في منطقة السوق والخميسية.

### مقاومة الاحتلال الإنكليزي
عشائر المنتفق جزء من السكان في المجتمع العراقي عموماً وخصوصاً الحالة الاجتماعية، فكان عشائر المنتفق في طليعة المتصدّين لغزو الإنكليز سنة 1914م حتى سنة 1918م، ومن ذلك أن مجموعة من رجال الشيخ حمود السعدون اشتبكوا في 13 تموز سنة 1916 مع المخفر البريطاني القريب من إحدى الوحدات العسكرية البريطانية في الخميسية.

## المدارس

### في عهد العراق العثماني

فالح باشا السعدون شيخ إمارة المنتفق التي تتبعها الخميسية في ولاية البصرة ومؤسس أول مدرسة وجامع بالخميسية

كان التعليم في تسعينات القرن التاسع عشر في لواء المنتفق كغيره من ألوية العراق في عهد الحكم العثماني الذي لم يكن يهتم بالتعليم في العراق، وكان التعليم غير النظامي مقتصراً على المُلّا لتعليم القراء والكتابة، وتحفيظ القرآن الكريم.
- مدرسة فالح السعدون: أسّسَ فالح السعدون مدرسة للعلوم الدينية في الخميسية، قال محمد أحمد محمود في كتابه (أحوال العشائر العراقية العربية) "واستمرّ آل السعدون بعد وفاة الشيخ فالح يُشرفون على إدارة تلك المدرسة، فبعد وفاة مُدرّسها في عام 1910 استدعوا أحد قضاة القصيم وبُريدة للتدريس فيها"،[43] فدعوا لها الشيخ علي بن عرفج من قرى بريدة فبقي بن عرفج في المدرسة حتى توفي سنة 1910، ثم عيّنوا فالح السعدون مديراً آخر هو العلامة إبراهيم بن جاسر الذي كان قاضيَ القصيم.[6][7] وخصص فالح السعدون واردات يأخذها علي بن عرفج كل سنة من أطعمة السعدون ليصرفها على كل ما يتعلق بالمدرسة وطلبة العلم.[64]

### في عهد المملكة العراقية
- مدرسة الخميسية الأولية: في لواء المنتفق، كان فيها 30 طالباً في سنة 1926م.[65]

## جامع الخميسية
بنى شيخُ لواء المنتفق فالح باشا السعدون جامعَ الخميسية سنة 1308 الهجرية، قال المؤرخ الزبيري ابن الغملاس "وبنى فيها فالح السعدون مسجداً"، موقع الجامع في شارع امتاز على بقية شوارع المدينة باستقامته، عُرف الجامع بمئذنته الشامخة، التي يزيدها روعة وخيالا ميلان ظاهر نحو الغرب فأصبحت مع قصر الخميس أحد المآثر المعروفة في جنوب العراق حينذاك[وفقًا لِمَن؟]، وجلبَ فالح باشا لبناء المنارة بَنّاءً ماهراً اسمُهُ سبع، وعيّنَ فالح باشا مؤذناً للجامع اسمه سليمان المسفر، وكان المؤذن ضريراً يرتقي المئذنة الحلزونية المتعبة خمس مرات كلّ يوم ولا يسأم. وفي سنة 1919 ذُكر في تقرير إنكليزي أن جامع الخميسية وقف خاص مماثل لوقف الجامع الكبير الذي بناه فالح باشا بالناصرية. وقال عامر عبد الرزاق الزبيدي مدير مفتشية آثار ذي قار ان المسجد أسس في بداية إنشاء قرية الخميسية في العام 1881، وقد تعرض هذا المبنى التراثي إلى تقصير وإهمال واضح، عازيا الأمر إلى بعد المسجد عن مركز المحافظة. والمؤذن القديم للجامع كان ظويعن بن شبيب الذي بلغ عمره 130 عاماً في سنة 1965 مُتوطّناً حينئذٍ بالخميسية.

## التجارة
كانت الخميسية في لواء المنتفق العراقي التابع لولاية البصرة، وفي سنة 1306 الهجرية عُمّرت دكاكين في الخميسية، وكان سوق الخميسية من أسواق لواء المنتفق التي يحصل منها البدو على حاجاتهم من السلاح والبارود والبضائع الأوربية، قال عبد العال وحيد العيساوي في كتابه (لواء المنتفق في سنوات الاحتلال البريطاني) "كما تصل إلى أسواق المنتفق مختلف أنواع الأسلحة والبارود والبضائع من مسقط والكويت وصحراء شبه الجزيرة العربية بواسطة القوافل عن طريق ناحية الخميسية الواقعة على حافة الصحراء والتي تسمى ( لؤلؤة البرية ) من هنا يتبين أن التجارة في لواء المنتفق تتم عبر عدة طرق مائية وطرق برية"، وتعددت العملات المستعملة في لواء المنتفق، وكانت العملة النقدية السائدة هي الليرة العثمانية، والمكيال الشائع هو حُقّة الأستانة والمنّ البصري، وغالباً كانت الأثمان بالمقايضة عوضاً عن النقود، وكثر في سوق الخميسية المنتجات الزراعية كالحبوب، وكذلك التبغ والأقمشة، وتميز النجديون في الخميسية بتجارتهم في المنتجات الزراعية والتبغ والأقمشة التي كانت تأتي من الزبير ونجد، وساعدهم على ذلك عدم وجود مكوس وضرائب، حدث إغلاق لسوق الخميسية سنة 1900م قال حيدر شهيد جبر الخفاجي "وكان للصراع الدائر بين سعدون باشا وأمير حائل عبد العزيز بن متعب الرشيد أثره حيث اضطر سعدون باشا عام 1900 إلى غلق أسواق الخميسية بوجه التجار من نجد وحائل مما ترك أثراً واضحاً على تجارة المنطقة". وفي سنة 1919 ذُكر في تقرير إنكليزي أن الخميسية تصلُ إليها كل تجهيزاتها من سوق الشيوخ بالأبلام في وقت الفيضان وعلى ظهور الحمير في الصيهود، وكان النقل على ظهور الدواب إلى الخميسية مُتعباً مسبّباً لزيادة الأسعار.
قال محمد أحمد محمود في كتابه (أحوال العشائر العراقية العربية) "وتُعتبر بعض المدن مهمة بالنسبة إلى بعض العشائر البدوية والرعوية كعشائر الضفير وعنزة وشمّر الجربا، وذلك لأن هذه العشائر تبتاع منها الحبوب والتمور والملابس. ومِن هذه المدن الزبير وسوق الشيوخ والخميسية في ولاية البصرة، والسماوة وكربلاء والنجف في ولاية بغداد. وقد نشأت علاقات بين بعض أفراد تلك العشائر وبين بعض سكان المدن المذكورة تتمثل بقيامهم بإيداع أغنامهم لدى أولئك الأفراد العشائريين ليقوموا برعيها وتربيتها لهم مقابل بعض النقود" .

### اكتيال شمّر
قال محمد بن خليفة النبهاني في كتابه (التحفة النباهانية) "جملة من من كان في أواخر سنة (١٣٢٢ هـ ١٩٠٤م) حصلَ في نجد جدب ومَحْلٌ فانحدرت بعض العشائر إلى السواحل وإلى مدن العراق لتكتال منها وكان من جملة من انحدر إلى العراق قسم من عشائر شمر تقلّهم نحو (١٥٠٠) بعير يرأسهم (ابن سعيد) أحد زعماء شمَّر وسار حتى نزل بقومه وافداً على سعدون باشا عدوهم الألدّ) عام (۱۳۲۳ هـ ١٩٠٥ م) وشكا له حال ما أصاب شمَّر من الضرر الحاصل من القحط وطلب منه (يوماً من عفو العرب) بمقدار ما يكتال هو وقومه فَرَقَّ قلبُ سعدون باشا ومنحَهم العفو لهم بالذهاب إلى الخميسة والاكتيال منها شراءً بدراهمهم (وإنما العفو كان تكرماً وشهامة وإلا فيمكنه الانتقام منهم) وأصحبَ معهم رجلين من قومه وهما (مسعد بن عون من عشيرة الفضول وفرحان البلبوص من عشيرة بني ركاب) لتعليم العشائر والأعراب بأنهم من دخلاء سعدون باشا"، وذكر النبهاني أنهم اكتالوا من الخميسية وخرجوا منها.

## تضاؤل الخميسية
قال جاسم عاصي في مقالته (الخميسية:مدينة مهجورة) المنشورة في 1 حزيران سنة 1975 "لمّا كان مجد الخميسية مرتكزاً بالدرجة الأولى على التبادل التجاري وعلى كونها سوقاً لعرض المنتجات الزراعية والحيوانية فمن البديهي أن تتضاءل أهميتها مع تنظيم الطرق التجارية والجمارك فأخذ التجار القادمون إلى الخميسية يفضلون أسواق الزبير والبصرة لتقارب أثمان السلع والبضائع وللتخلص من عيون شرطة الكمارك المنتشرين على طول الطرق المؤدية إلى الخميسية…وشيئاً فشيئاً هجرها التجارُ أمثالُ بيت الذكير والبسام والخضيري والنقيب وغيرهم كثير وراحت تعتمد على الزراعة بالدرجة الأولى إلا أن ذلك ليس باليسير فارتفاع المدينة وانسحاب الهور بفعل الترسبات الغرينية جعل من المتعذر وصول مياه نهر الفرات إليها إضافة إلى ما عاناه فلّاح الخميسية كأي فلاح عراقي آنذاك من ظروف الاستزراع الصعبة وقساوة القوانين الزراعية ومجمل العلائق التي تربط الفلّاح بأرضه…راحت تتضاءل حتى هذه الأهمية الجديدة للمدينة مما دفع بأهلها إلى مزيد من الهجرة حتى أضحت مدينة لا يسكنها إلا المؤسسون (آل خميس) فمن المعروف أن آل خميس استمروا متمسكين بها إلى سنين قريبة وآخر من تركها منهم هو توفيق أحمد الخميس وذلك في منتصف الستينات تاركاً خلفه الرجل الغريب الأطوار عبيد سليمان وكيلاً عاماً على الخرائب وبقايا الدور، ذلك الرجل الذي يشعر بغربة خانقة كلما غادرَ الخميسية ولا تهنأ نفسه إلا بجوار بقايا أهله ومعارفه.".

## السكان
كان معظم سكان الخميسية من النجديين، ومقراً لقبائل داغر من الزبير، وفي الخميسية سكان من المنتفك وعرب الأهوار، وفي ساحتها وداخل سورها في الجهة الجنوبية من بوابتها بيوت شعر كان يسكنها الصلبة، وأفخاذ من عشيرة المشاعلة من بني حجيم وبني خيقان، قال عبد الجليل الطاهر في كتابه (العشائر العراقية) "يرجع نسب عشيرة المشاعلة إلى بني خيقان، هاجروا من جنوب السماوة فتوطنت في الخميسية". قال هاشم السعدي في كتابه (جغرافية العراق) المنشور سنة 1927 "فى البيداء جنوبي الفرات عشيرة مهمة تسمى الضفير عقل منطقتها من قرب الزبير الى السماوة ومن الفرات الى حدود نجد جنوباً و تقيم احياناً في الخميسية"، قال معن بن شناع العجلي في كتابه (الخميسية وما حولها) "المقصود بالسكان في هذا العنوان هو المجموعات، والأسر، والبيوت، والأفراد الذين أسكنهم ابن خميس في هذه الأرض، فاختطوا المنازل، وبنوا البيوت، وفضلوا السكنى فيها على غيرها، انتقل بعضهم إليها من سوق الشيوخ أو من البصرة والزبير، وآخرون جاءوها من العشائر القريبة منها، ولا شك أنهم خليط من الأصول، والفروع، والأرومات، والعروق، والأنساب، والانتماءات المتباعدة، ولقد جمعت بينهم المتاجرة بالبضائع، والسلع، وألفت جميعهم المنافع والمصالح اليومية، وقرب بعضهم من بعض رواج السوق في البيع والشراء، فقسم ابن خميس هذه المدينة على هيئة سوق الشيوخ كما ذكرنا إلى محلات، وأن بين هؤلاء تجارًا للأقمشة، والأطعمة، وباعة الملابس الجاهزة، وتجارًا للعتاد، والسلاح، وفيهم عطارون، وقصابون، ونجارون، وباعة حديد وأخشاب، ومجهزو طابوق، والذين يصنعون اللَّبِنَ، ويطبخونه، وعمال البناء، والمُكارون على الحمير والإبل لنقل البضائع، والأفراد، وملاحون للسفن والمشاحيف، الذين يمدون الخميسية من جهة الهور بكل الأغراض المعيشية، ومواد الأغذية، وفيهم مصلحوا السفن، ومرقعوا المشاحيف، و (البلامة)، وصاغة الذهب والفضة من الصابئة، وفيهم تجار الغنم والبقر والإبل، وباعة الحليب، واللبن من معدان الهور والحدادون، والصفارون، والحاكة، والخياطون، والخفافون، والسراجون لما يلزم الخيل، وحدادوا السنابك، والصياقلة لصناعة الخناجر، وتصليحها، فإن هؤلاء السكان يمثلون وسطًا تجاريًا مكتفيًا بنشاطه الخاص، ومستقلًا بأيديه العاملة، وبالكفايات، والتجارب المثمرة على صعيد العمل اليومي، والمهارات النسبية البسيطة في تعاطي الحرف، والصناعات السهلة.".

### مهجر سكان الخميسية
قال جاسم عاصي في مقالته (الخميسية:مدينة مهجورة) المنشورة في 1 حزيران سنة 1975 "لعلّ قصة سكان الخميسية هي صورة حية ومشرقة لقصة الإنسان العراقي وارتباطه بأرضه فمن المعلوم أن أغلب سكان الخميسية انحدروا غرباً إلى السعودية والزبير وجنوباً إلى الكويت والبصرة وشرقاً إلى سوق الشيوخ والناصرية فعاشوا هناك في يُسر وسعة من الرزق إلا أنهم لا زالوا يحنّون إليها ويتشوّقون دوماً إلى هوائها وترابها".

### العقيلات
وسكنها العقيلات في جنوب العراق العقيلات هم تجار من منطقة نجد يسيرون بقوافلهم التجارية من مناطقهم إلى المشرق العربي يقايضون جمالهم وخيولهم وبضائعهم بالحبوب والملابس والأقمشة وبعضهم يستقر في تلك الأصقاع لفترة معينة، وقد ظل العقيلات قوة اقتصادية لا يستهان بها في البلدان التي يحلون فيها وكذلك فإن قوافلهم التجارية كانت تغذي وسط جزيرة العرب بكثير من حاجاتها الأساسية.
وقد امتـد دور العقيلات مدة قرنين من الزمان حيث عاد أكثرهم إلى ديارهم بعد توحيد المملكة العربية السعودية على يد الملك عبد العزيز آل سعود، والتقدم الذي حصل بعد اكتشاف النفط والتوسع في استخدام الموانئ لاستيراد البضائع وتصدير المنتجات.
الخميسية قرية أسسها واستصلحها رجل اسمه عبد الله الخميس من العقيلات في جنوب العراق نزح إلى سوق الشيوخ واستقرّ فيها ثم أسّسَ واستصلح قرية الخميسية اتلي سُميت على اسمه في منطقة الأهوار وعلى بعد سبعة عشر كيلومترا جنوب غربي مدينة سوق الشيوخ أسسها «عبد الله بن صالح بن محمد الخميس» وسماها نسبة لاسم عائلته، وهو رجلٌ من نجد، هاجر من قريته القصيعة التابعة لمدينة بريدة إلى قرية شيرون في منطقة امارة المنتفك حيث كان مع جماعة فاضلة من العقيلات يزاولون التجارة في حماية الشيخ فالح السعدون شيخ قبائل المنتفق الذي رحب بهم وأكرمهم وكان للشيخ فالح السعدون كلمة نافذة في بلاد المنتفق وماجاورها ولكن ساءت أمور الشيخ فالح السعدون بعد أن تغيرت علاقته بالعثمانيين فضُيّق عليه الأمر لفترة محدودة، ونظراً لما يتمتع به الشيخ عبد الله الخميس من قوة شخصية وبعد نظر فقد قرر أن يختط في عام 1303هـ، 1881م لجماعته العقيلات مدينة أكثر سكانها من النجديين على حافة البادية العراقية بالعراق وفي منطقة كانت وما جاورها مهد الحضارة السومرية وفي سنةٍ حدث فيها فيضان عظيم لنهر الفرات حاصر مدينة سوق الشيوخ وقطع اتصالاتها من جهة البر فانقلبت عنها القوافل التجارية الآتية من بادية العراق وجزيرة العرب، واختار لمدينته موقعاً مرتفعاً تحيط به الأهوار، التي تأخذ مياهها من نهر الفرات، من ثلاث جهات عدا الجهة الغربية فتتصل بالبر الموصّل إلى الجزيرة العربية حيث تنحدر الأرض بعض الشيء ويتوغل هذا الانحدار بعيدا إلى بوادي جزيرة العرب وقلبها نجد.
اكتسبت الخميسية أهميتها حينذاك من كونها محطة للقوافل القادمة من الجزيرة العربية وبادية العراق وسوقا واسعة لعرض البضائع ومقايضتها حيث تقوم قبائل عنزة وشمر والعجمان والضفير ومطير وغيرها من قبائل الجزيرة العربية وبادية العراق بجلب الجمال والخيول والبضائع مثل السمن والصوف والوبر والجلود وتتم مقايضتها بالرز والقمح والشعير والذرة والتمور المنتجة في منطقة الأهوار المحيطة بالخميسية، وكذلك الملابس والأقمشة.
وهكذا أصبحت هذه القرية مقاما صالحا لكثير من العقيلات وبعض أبناء بادية العراق والجزيرة العربية ومع مرور الأيام اتسع نطاقها وشاع اسمها وذاع صيتها وأصبح عليها إقبال شديد من كل الأصقاع والأقطار نظراً لدورها الاقتصادي واستتباب الأمن بها. لذلك أرسلت الحكومة البريطانية حين احتلالها جنوب العراق في عام 1333هـ، 1915م الكابتن كول سميث كمندوب لها في الخميسية ثم تحسنت علاقة بريطانيا بعشائر المنتفك فأرسلت الميجر ديكسن كحاكم سياسي لعموم لواء المنتفك والذي أصبح بعد ذلك في بداية الثلاثينيات من القرن الميلادي الماضي مندوبًا ساميًا في إمارة الكويت حين علمت بريطانيا بوجود نفط فيها.
وقد ذكر الصحفي العراقي سليمان الدخيل الذي أسس وأصدر جريدة الرياض في بغداد في بداية القرن الميلادي الماضي عند زيارته الخميسية في مقالة له في مجلة لغة العرب الصادرة في عام 1330، 1912م أن عدد سكان الخميسية حوالي خمسة آلاف نسمة جلهم من العقيلات.
ويسكن العقيلات في الجزء الغربي من المدينة بينما يسكن صيادو الأسماك وأصحاب السفن الصغيرة في بيوت تسمى «صرائف» من البردي وسعف النخيل في الجانب الشرقي من المدينة على الهور المطل على الخميسية ويسمى «الشِريعة» وكانت حينذاك السفن هي وسيلة النقل الوحيدة بين الخميسية ومناطق الأهوار المحيطة بها ومن أشهر من سكن الخميسية الشاعر المعروف محمد عبد الله العوني.
كان تواصل الشيخ عبد الله الخميس وأبنائه قوياً مع الملك عبد العزيز آل سعود وهذا ما توثقه الرسالة أدناه المؤرخة في 6/صفر/1341هـ من الملك عبد العزيز إلى الشيخ حمد بن عبد الله الخميس يحثه فيها على أخذ حق سعيد البعير من ناصر بن خزيم وهم جميعاً من رعايا المملكة.
وذكر عبد الرحمن الحجي أن الشيخ عبد الله بن صالح بن محمد الخميس بعث برسالة إلى ابن عمه أو أبناء عمه حمد في بريدة - لم يكن المخطوط واضحاً - أشار فيها إلى أن الملك كان في ضيافته ويدعو فيها لمد يد العون لابن سعود وتأييده ضد خصومه في نجد.
كما كان للشيخ حمد بن عبد الله الخميس مدير ناحية الخميسية صلات قوية مع الشيخ/أحمد الجابر الصباح أمير الكويت حينذاك وهذا ما توثقه الرسالة المؤرخة في شوال 1333هـ والمرسلة من الشيخ/أحمد الجابر الصباح إلى الشيخ حمد بن عبد الله الخميس يذكر فيها أنه استلم خطابه المرسل مع الابن صالح الخميس الذي مرَ في الكويت في طريقه إلى زيارة الإمام عبد العزيز آل سعود في الرياض.
تتابعت بعد ذلك مجموعة من الوثائق المخطوطة والمروية بين حمد بن عبد الله بن صالح بن محمد الخميس من جهة والملك عبدالعزيز والصباح وابن رشيد من جهة أخرى، مما يثبت الدور التأريخي لهذه القرية من موقعها الاسترتيجي في ذلك الحين.
معلومات عن مدينة الخميسية: يتوسط مدينة الخميسية قصر الخميس الذي بني في عام 1303هـ - 1881م، ببابه الخشبي الضخم يليه دهليز طويل يوصلك إلى باحة فسيحة محاطة بليوان في جهاتها الشرقية والجنوبية والغربية وتوجد في الجهة الغربية من الليوان حجرة كبيرة تسمى مجلس الشيخ يستقبل فيها مواطنيه ويحل مشكلاتهم اليومية وبجانبها من الجنوب حجرة الطعام، ويوجد على يسار الباحة حجرة مظلمة تسمى «التيسية» وهي سجن القرية أخذت اسمها من مشاغب أوقف فيها نسب إلى فخذ التيوس من عشيرة الجوارين فغدى اسمها التيسية وكان مجرد ذكر اسمها كافياً للحد ممن يريد بالأمن خللاً، كما يوجد في الجهة الشرقية من الليوان حجرة مزينة بنقوش ويعد ذلك مجلساً إفرنجياً يستخدم لاستقبال خاصة الضيوف وتسمى هذه الحجرة «المربعة» وتوجد خلف المربعة ومن جهتها الشرقية حجرات عديدة لنوم وإقامة الضيوف.
وفي الجهة الشرقية من الليوان في شمال المربعة سلالم تأخذك إلى الطابق الثاني من القصر والذي يحتل نصفه مجلس كبير وفيه جزء يطلق عليه «المختصر» أمامه شرفة خشبية محفور عليها نقوش وزخارف، وفي أعلاها برج حديدي تعلوه سارية عليها مروحة يحركها الريح فتشّغل مولداً صغيراً يشحن بطارية يعمل عليها مذياع كبير وهو المذياع الوحيد في تلك الأصقاع حينذاك وصلها من الهند مع أحد العقيلات ممن كانوا يتاجرون بالخيول هناك وهكذا يسمع الخميس أخبار العالم وُينقل عنهم ما سمعوه إلى القرى والبوادي المحيطة.
وقد ذكرت كريتيد بل سكرتيرة المندوب السامي البريطاني في بغداد لشؤون الشرق في مذكراتها أنها استمعت إلى أخبار لندن باللغة العربية في عام 1334هـ، 1916 م من هذا المذياع في جلسة في المختصر مع الشيخ حمود بن سويط شيخ قبيلة الضفير الذي كان في زيارة قرية الخميسية حينئذ وكذلك الجنرال تدزويل قائد القوات البريطانية في المنطقة.كما عرف أهل الخميسية بوفاة الملك غازي بن فيصل الأول ملك العراق في عام 1358هـ، 1939م بواسطة هذا المذياع وانتقل الخبر بعد ذلك إلى سوق الشيوخ والأصقاع المجاورة.
وكان المذياع حينئذ هو الصلة اليومية الوحيدة التي تربطهم ببلدهم الأصلي حيث يبدأون الصيام بعد أن يعلموا أن الصيام قد بدأ فيها ويحتفلون بأعيادهم اعتماداً على رؤية الهلال في بلدهم الأصلي.
وبجنوب ذلك قصر الخميس العتيد بيت كبير للحُرُم وعلى مقربة منه بيت للعبيد والخدم وفي شرقه توجد إسطبلات الخيول.
وتم إنشاء مدرسة تدُرس بها مبادئ العلوم الدينية على مذهب الشيخ أحمد بن حنبل وجُلب الشيخ علي العرفج من أحد البيوت الكريمة من منطقة القصيم للتدريس والإفتاء وأقام الشيخ هناك حتى توفاه الله في عام 1328هـ، 1910م، فحضر شيخ آخر من القصيم هو الشيخ إبراهيم الجاسر قاضي بريدة حينذاك ليقوم بوظيفة الإفتاء والتدريس واستمر الشيخ في عمله حتى توفاه الله، فحضر بعده الشيخ بن سويلم من القصيم للقيام بمهمة الإفتاء والتدريس أيضاً.

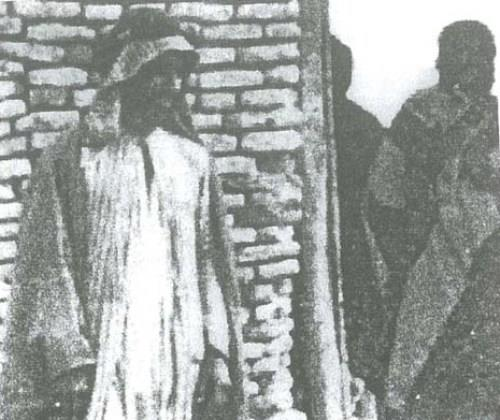
مدير ناحية الخميسية حمد الخميس عند بوابة الخميسية أخذت الصورة عام 1917م.

يحيط بمدينة الخميسية سور كبير تُفتح بوابته أثناء النهار وتغلق في الليل.
كما يوجد في وسط المدينة «الصفاة» أي سوق المدينة وبالقرب منه وفي جهته الجنوبية يوجد ما يسمى «الِسيف» حيث يتم تجميع الحبوب القادمة من مناطق الأهوار لغرض بيعها كما توجد بعض البساتين في جهتها الشمالية الغربية وجهتها الجنوبية الغربية وتسقى هذه البساتين من نهر الفرات. ويوجد أيضاً في أقصى جهتها الشمالية الغربية غابة من الأثل تسمى أثل الرميان. كما يوجد في شمال المدينة ما يسمى «دوغ» لإنتاج الطابوق المستخدم في البناء وتوجد مجموعة من الممالح لإنتاج كمية كبيرة من الملح في الجهة الغربية.
أما من ناحية الرعاية الصحية فقد افتتح أول مستوصف صحي في عام 1362هـ، 1944 م.

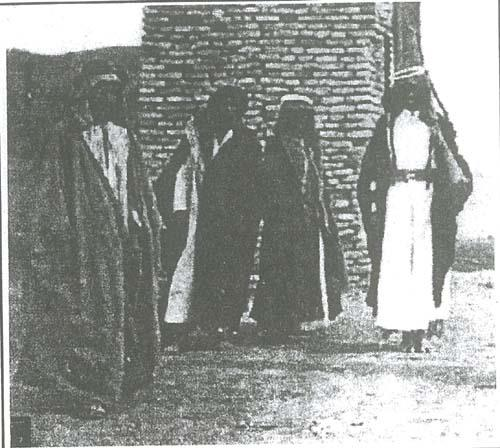
الشيخ حمد الخميس مدير ناحية الخميسية عند بوابة مدينة الخميسية عام 1917م

وعلى بعد عدة كيلو مترات من الخميسية توجد مدينة تُعد توأماً للخميسية هي مدينة سوق الشيوخ التي أسسها في عام 1175هـ، 1761م الشيخ ثويني بن محمد السعدون. والسعدون عائلة عربية عريقة من أشراف مكة هاجروا إلى جنوب العراق منذ ثلاثة قرون أو أكثر وهم على المذهب المالكي، وأصبحت لهم الزعامة على جمهرة القبائل المتحدة المسماة عشائر المنتفك، وكان لهذه العائلة الكريمة دور كبير ومهم في تاريخ العراق الحديث، وكان عبد المحسن السعدون رئيساً لوزراء العراق في عام 1341هـ، 1923م في بداية تكوين الدولة العراقية الحديثة.
ويوجد كثير من أهل نجد ممن استقر في مدينة سوق الشيوخ المجاورة للخميسية وتوجد منطقة في هذه المدينة تسمى منطقة «النجادة» وما زالت تحمل هذا الاسم حتى الآن.
وقد تراجعت الخميسية في نهاية الأربعينيات من القرن الميلادي الماضي وذلك بسبب تقلص دورها في كونها محطة للقوافل القادمة من الجزيرة العربية وبادية العراق بعد التوسع في استخدام الموانئ في الخليج العربي لجلب البضائع وتصدير المنتجات بعد ظهور الزيت في المملكة والكويت والعراق.

## قناة الخميسية
ذكرَ عبد الجليل الطاهر في كتابه العشائر العراقية أن موقف القوات البريطانية تحسن، خاصة بعد سقوط بغداد 1917، وقال "ويدير شيخ حميد في الخميسية أمورَهُ إدارةً تُرضي الحاكم السياسي وكان مهتما جدا بفتح القناة الجديدة التي قاربت الانتهاء، فقد تنبأ بأن هذه القناة تعمل على تطوير الزراعة في المنطقة المحصورة بين الغافلية والخميسية ويأمل بجمع الملاكية من المنطقة كلها، ولم يؤيده الحاكم السياسي بجمع الملاكية لأن الأراضي «همايون»(1)."، وذُكرَ في تقرير الحاكم السياسي الإنكليزي قوله "اكتملَتْ قناة الخميسية المتفرعة من الفرات، بدأها شيخ الخميسية وأكملها بنفقات أكثرها قروض من الحكومة، وحين انتهى العمل، انبرى (D.I.O.)[مبهم] لدفع 22 ألف ربية إلى الشيخ حمد، وبذلك أصدرت الحكومة للشيخ حمد حق التصرف بالقناة، وسوف يفيده ذلك إفادة عظيمة، ويُرتجى من الآن أن تعيش الخميسية عصراً جديداً مزدهراً. وقال عبد العال وحيد العيساوي في كتابه (لواء المنتفق في سنوات الاحتلال البريطاني) "حفرت قناة الخميسية من قبل الشيخ حمد الخميس (شيخ الخميسية) بدعم مالي بريطاني بلغ 25000 روبية لغرض إيصال الماء الصالح للشرب إضافة إلى ارواء أراضيه، حيث قدر العمل بثلاث ملايين قدم مكعب ابتداء من نهر السوق إلى الخميسية التي تبعد من 7 إلى 8 أميال شَرق جنوب سُوق الشيوخ وكان عرض القناة 12 قدم وعمقها 4 أقدام، قدر لها بأن تكفي لزراعة 1000 إيكر من الرز و 3000 إيكر من الحنطة والشعير".

### قناة أخرى للخميسية
هي قناة مائية طولها 7 كيلومترات، وعرضها 5 أمتار، متفرّعة من المصب العام حُفرت لتغذية هور السناف.

## مخازن عتاد الخميسية

جانب من مخازن الخميسية أثناء تفجير الجيش الأمريكي إياها في 10 آذار سنة 1991، منتج الصورة Jack Morgan

موقع الخميسية ومخازنها

قبل وقوع معركة أم المعارك سنة 1991 كان الجيش العراقي قد اتخذ موقعاً كبيراً لتخزين الذخيرة في الخميسية، مساحته 50 كيلومتراً مربعاً، فيه مئة مخبأ ذخيرة، ومنشآت أخرى للتخزين، وحين انتهت معركة أم المعارك سنة 1991 كانت قوة هندسة عسكرية أمريكية في مستودع الأسلحة العراقي بالخميسية، ففجّرته مرتين، واحدة في 4 آذار سنة 1991، والأخرى في 10 آذار 1991، وفجروا عدة مخابئ صغيرة للذخيرة واستمرّ تدميهم وهدمهم خلال شهر نيسان، وكانت الوحدات الأمريكية قد ذُكرَ لها قبل ذلك إمكانية وجود أسلحة كيميائية في المستودع، وبعد زيارة فريق مفتشي الأمم المتحدة للموقع في شهر تشرين الثاني سنة 1991 ذكرَ الفريق أنه وجدَ آثاراً لتلك الأسلحة في المستودع، وفي أواخر سنة 1995م، شرَعَت المخابرات الأمريكية وفريق تحقيق متلازمة حرب الخليج التابع لوزارة الدفاع (PGIIT) في مراجعة شاملة للقدرات الكيميائية العراقية خلال عمليات عاصفةِ الصحراء، درعِ الصحراء التي حدثت خلال معركة أم المعارك سنة 1991م، ومراجعة عواقب تفجير الجيش الأمريكي لقاعدة الخميسية العسكرية العراقية وتدميرها، وظهر لهم أن أحد تلك المخابئ التي دمّروها كان يحتوي أسلحة كيميائية، فبدأ فريق التحقيق الأمريكي باستبيان جنود التحالف الذي كانوا في الخميسية أو حولها بمسافة 50 كيلومتراً، وقد أحصوا عددهم فكان 20867 عسكرياً من التحالف كانوا في الخميسية وما حولها أثناء التفجير، وحتى 18 أيلول سنة 2023 ما يزال الفحص مستمراً لهؤلاء العسكريين.
وفي 4 آب سنة 2024 ذكر مدير بيئة محافظة ذي قار أن مساحة الأراضي الملوثة بالمخلفات الحربية والعنقودية تبلغ 95 كيلومتراً مربعاً تتركز في مناطق الخميسية ومطار الجليبة وتل اللحم جنوب المحافظة، وذكر أنهم عاملون على تطهير تلك المناطق متعاونين مع الدفاع المدني.

## آثار الخميسية في قضاء سوق الشيوخ
| اسم الموقع | التصنيف | القرية   | الدور التاريخي |
| جبارة      | تل      | الخميسية | كلداني وأخميني |
| الطبطبة    | اشن     | الخميسية | فجر السلالات و10 أور، قالت مجلة سومر "تقع تلال الطبطبة، داخل مجمع مخازن عتاد الخميسية وقد أزيلت معظمها بعد إن شُيدت فوقها تلك المخازن". |
| الكرطة     | تلول    | الخميسية | كلداني وأخميني |

## الهوامش
- «1»: الوزّان موظف رسمي مهنته وزنُ المواد الغذائية وغيرها من المواد في مواقع محددة مثل الموانئ والخانات والأسواق.[95][96]
- «2»: الصحيح هو (القصيعة)، وفقاً لقول محمد ناصر العبودي في كتابه معجم أسر بريدة.[97]
- «3»:المشحوف زورق خفيف يُستعمل خاصة في أهوار العراق.[23]
- «4»:ذُكرَ في كتاب (تقارير العراق الإدارية 1914-1932) أن راتب مدير الخميسية 200 ربية.[98]

- «1»:في سنة 1826م أسست الدولة العثمانية دائرة حكومية اسمها "نظارة الأوقاف الهمايونية" لتنظيم الأوقاف وإدارتها بشكل منظم ودقيق.[99]

## وصلات خارجية
- قرية الخميسية العراقية ضمن خارطة لواء المنتفق العراقي بين سنة 1914 و1921